# Szotyor
Szotyor (románul Coșeni) falu Romániában Kovászna megyében. Sepsiszentgyörgytől 6 km-re délre az Olt bal oldali teraszán fekszik, Sepsiszentgyörgyhöz tartozik.

## Története
1448-ban Zwtjyor néven említik először. Mai templomától északra feküdt régi lebontott erődített temploma, amely 1463-ban már állt.Ezt bizonyítja a mai református templomban található harang felirata is: O REX GLORIAE VENI CUM PACE 1427. A mai templom 1825-ben épült. Határában széntelepek vannak és kénes gyógyvizek törnek fel.
1910-ben 423, túlnyomórészt magyar lakosa volt. A trianoni békeszerződésig Háromszék vármegye Sepsi járásához tartozott.
1992-ben 497 lakosából 479 magyar és 18 román volt.

## Híres emberek
- Itt született 1767-ben Szotyori József balneológus orvos, kórházalapító.
- Itt született 1843-ban Nagy Gergely író, történész.
- Itt született Nagy Elek (1799–1872), honvéd alezredes.
- Itt élt és halt meg Vajna Terézia szotyori Nagy Tamásné, 1849-es hősnő.